# Duval County (Texas)
Das Duval County ist ein County im Bundesstaat Texas der Vereinigten Staaten. Das U.S. Census Bureau hat bei der Volkszählung 2020 eine Einwohnerzahl von 9.831 ermittelt. Der Sitz der Countyverwaltung (County Seat) befindet sich in San Diego.

## Geographie
Das County liegt südlich des geographischen Zentrums von Texas und ist im Westen etwa 60 km von Mexiko entfernt. Im Osten sind es etwa 80 km bis zum Golf von Mexiko. Es hat eine Fläche von 4651 Quadratkilometern, wovon 8 Quadratkilometer Wasserfläche sind. Es grenzt im Uhrzeigersinn an folgende Countys: McMullen County, Live Oak County, Jim Wells County, Brooks County, Jim Hogg County und Webb County.

## Geschichte
Duval County wurde am 1. Februar 1858 aus Teilen des Live Oak County, Nueces County und Starr County gebildet und die Verwaltungsorganisation am 7. November 1876 abgeschlossen. Der Hintergrund der Benennung ist nicht vollständig geklärt. Der Name könnte auf einen der drei Duval-Brüder Burr H., John Crittenden oder Thomas Howard zurückgehen oder auf alle drei. Burr H. DuVal war Offizier während der texanischen Revolution und fiel beim Massaker von Goliad. John Crittenden Duval war Texas Ranger und Buchautor. Thomas Howard Duval war Bundesrichter und von 1851 bis 1855 der Secretary of State von Texas.

## Demografische Daten

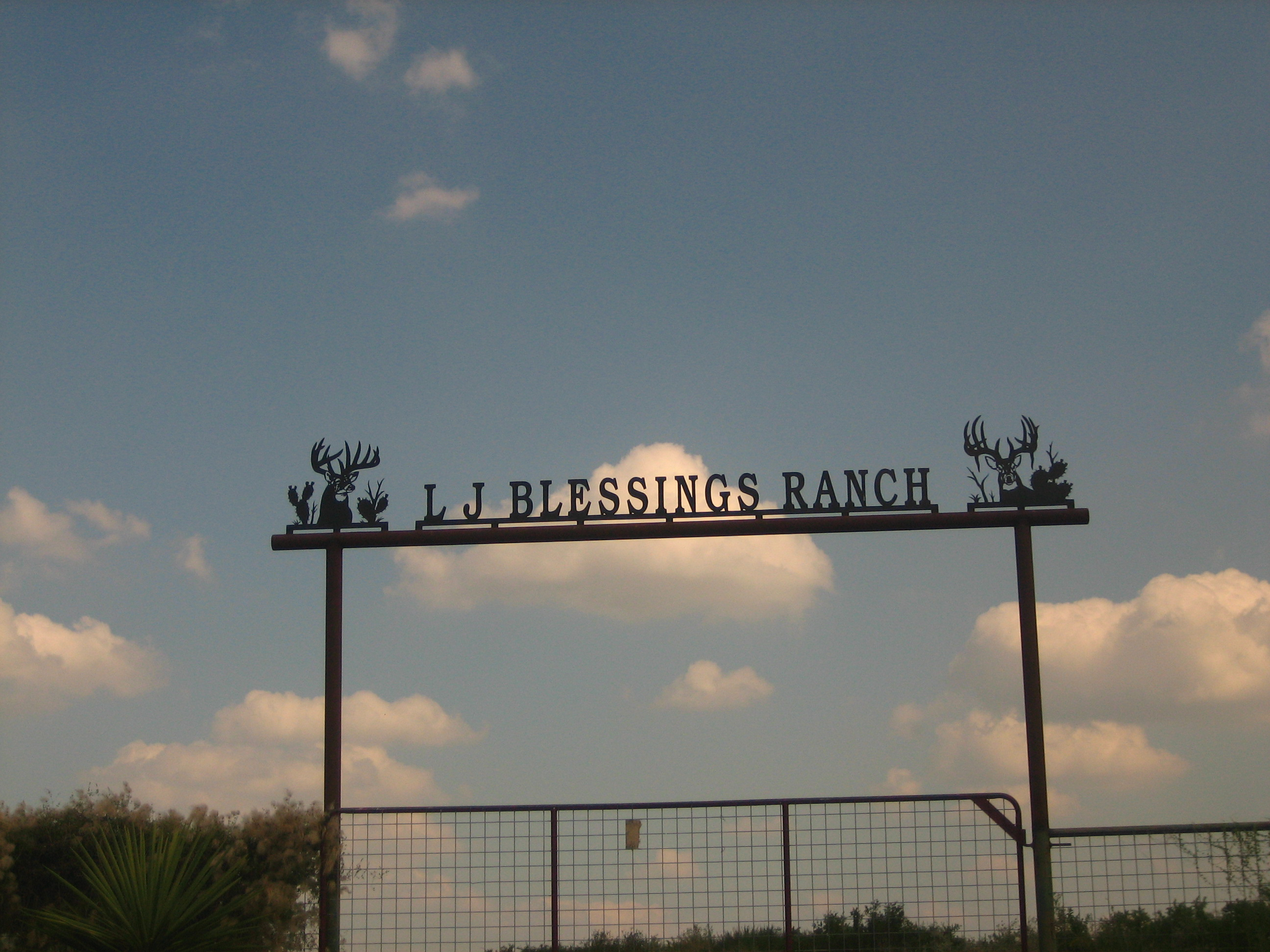
Eingang zur L.J. Blessings Ranch nahe Freer

Nach der Volkszählung im Jahr 2000 lebten im Duval County 13.120 Menschen. Davon wohnten 584 Personen in Sammelunterkünften, die anderen Einwohner lebten in 4.350 Haushalten und 3.266 Familien. Die Bevölkerungsdichte betrug 3 Einwohner pro Quadratkilometer. Ethnisch betrachtet setzte sich die Bevölkerung zusammen aus 80,22 Prozent Weißen, 0,54 Prozent Afroamerikanern, 0,53 Prozent amerikanischen Ureinwohnern, 0,11 Prozent Asiaten, 0,03 Prozent Bewohnern aus dem pazifischen Inselraum und 15,46 Prozent aus anderen ethnischen Gruppen; 3,11 Prozent stammten von zwei oder mehr ethnischen Gruppen ab. 87,99 Prozent der Einwohner waren spanischer oder lateinamerikanischer Abstammung.
Von den 4.350 Haushalten hatten 36,8 Prozent Kinder oder Jugendliche, die mit ihnen zusammen lebten. 53,2 Prozent waren verheiratete, zusammenlebende Paare 16,8 Prozent waren allein erziehende Mütter und 24,9 Prozent waren keine Familien. 22,9 Prozent waren Singlehaushalte und in 11,7 Prozent lebten Menschen im Alter von 65 Jahren oder darüber. Die durchschnittliche Haushaltsgröße betrug 2,88 und die durchschnittliche Familiengröße betrug 3,40 Personen.
29,5 Prozent der Bevölkerung war unter 18 Jahre alt, 9,5 Prozent zwischen 18 und 24, 26,4 Prozent zwischen 25 und 44, 20,6 Prozent zwischen 45 und 64 und 14,0 Prozent waren 65 Jahre alt oder älter. Das Medianalter betrug 34 Jahre. Auf 100 weibliche Personen kamen 100,7 männliche Personen und auf 100 Frauen im Alter von 18 Jahren oder darüber kamen 102,9 Männer.
Das jährliche Durchschnittseinkommen eines Haushalts betrug 22.416 USD, das Durchschnittseinkommen einer Familie betrug 26.014 USD. Männer hatten ein Durchschnittseinkommen von 25.601 USD, Frauen 16.250 USD. Das Prokopfeinkommen betrug 11.324 USD. 23,0 Prozent der Familien und 27,2 Prozent der Einwohner lebten unterhalb der Armutsgrenze.

## Orte im County
- Benavides
- Concepcion
- Coronado Perez Addition Colonia
- County Road 111 Colonia
- Cruz Calle
- East Pearson Street Colonia
- Freer
- George W Ward Addition Colonia
- George W Ward Addition Number 2 Colonia
- Highway 16 South Colonia
- Magnolia Road Colonia
- Ramirez
- Realitos
- Realitos Colonia
- Rios
- Rosita
- San Diego
- San Jose
- Sejita
- Seven Sisters
- Williamson Addition Colonia